# Kinematografia niemiecka

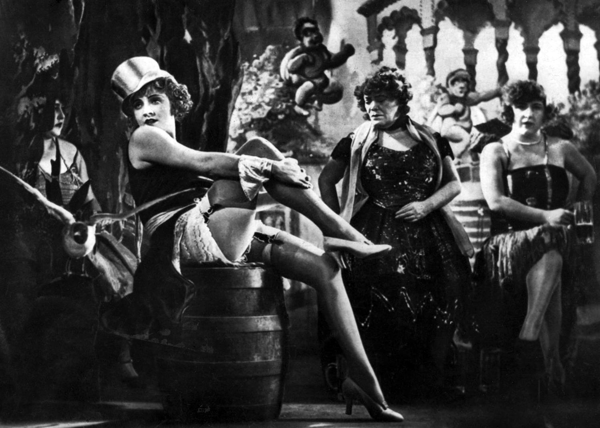
Marlene Dietrich w filmie Błękitny anioł (1930) Josefa von Sternberga

Kinematografia w Niemczech – ma swoje początki u schyłku XIX wieku. Największe osiągnięcia zanotowała w latach 20. XX wieku wraz z wykształceniem się filmowego ekspresjonizmu, potem jednak przeżyła regres w związku z okresem nazizmu w Niemczech oraz zniszczeniami II wojny światowej. Przez prawie pół wieku kinematografia niemiecka rozwijała się dwutorowo: w Niemieckiej Republice Demokratycznej dominował socrealizm, natomiast w Republice Federalnej Niemiec w latach 70. i 80. powstało pokolenie utalentowanych reżyserów, działających także po ponownym zjednoczeniu Niemiec.

## Historia

### Okres wilhelmiński

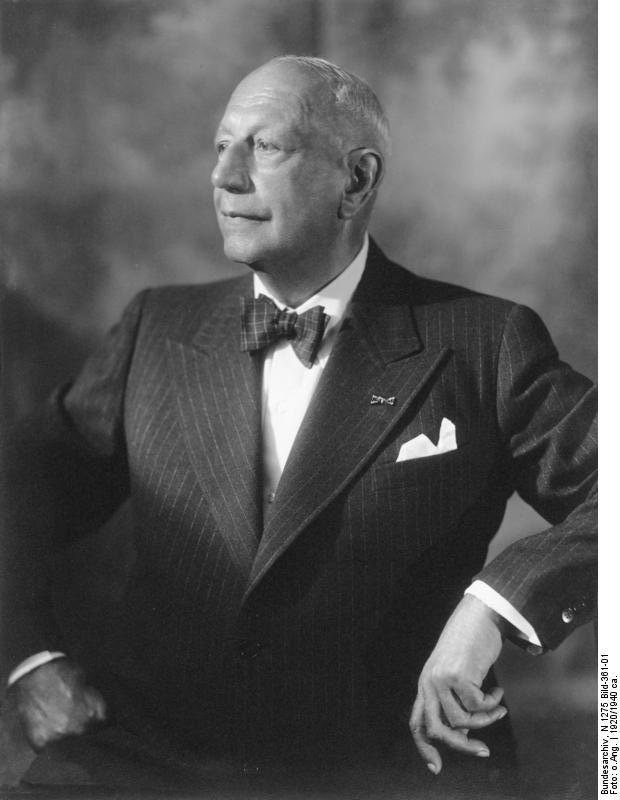
Oskar Messter, twórca niemieckiego przemysłu filmowego

Za pionierów kinematografii w Niemczech uchodzą bracia Max Skladanowsky i jego brat Emil. W 1895 stworzyli oni urządzenie zwane bioskopem. Za sprawą twórcy przemysłu kinematograficznego w Niemczech, Oskara Messtera, już od 1896 rozpoczęła się produkcja pierwszych filmów przy użyciu kinematografu. W 1903 Messter zaprezentował publiczności pierwszy film dźwiękowy, ze ścieżką dźwiękową pochodzącą z gramofonu podłączonego do projektora. Stale rosnąca liczba kin nie szła jednak w parze z popularnością rodzimych utworów – przegrywały one rywalizację z zagranicznymi produkcjami, a samo kino było traktowane jako rozrywka jarmarczna.
Przełom nastąpił w 1912, kiedy w ramach nurtu Autorenfilm podobnego do film d’art powstała pierwsza adaptacja sztuki literackiej – Inny Maksa Macka według powieści Paula Lindaua. Bujny rozwój zaczęła przeżywać rodzima produkcja: powstawały baśnie odwołujące się do literatury ludowej (Märchenfilme), wykształcił się również preekspresjonizm ze sztandarową produkcją Student z Pragi (1913) Stellana Rye i Paula Wegenera.

### Okres weimarski

#### Ekpresjonizm i Kammerspiel

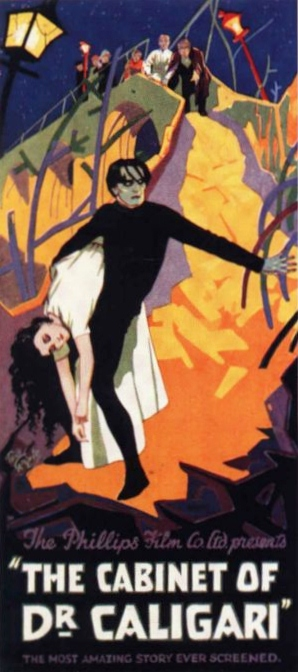
Plakat do filmu Gabinet doktora Caligari (1920) Roberta Wiene.

W 1917 założona została wielka wytwórnia filmowa Universum Film AG (UFA), która dzięki dotowaniu przez państwo pozwoliła artystom na swobodę twórczą. Wówczas narodził się ekspresjonizm filmowy, cechujący się specyficzną grą aktorską, zastosowaniem nierealistycznych dekoracji oraz zwróceniem uwagi na grę światłocienia. Do szczególnie często stosowanych filmowych środków wyrazu filmów ekspresjonistycznych należały też wymyślne ustawienia kamery, zdjęcia w niskim kluczu oraz podwójna ekspozycja.
Początek ekspresjonizmu umownie datuje się na rok 1920, kiedy to powstał manifest nurtu: Gabinet doktora Caligari w reżyserii Roberta Wiene. Czołowym twórcą ekspresjonizmu był Friedrich Wilhelm Murnau, autor filmów Nosferatu – symfonia grozy (1922) oraz Portier z hotelu Atlantic (1924). Ten ostatni reprezentował odrębny gatunek kameralnych dramatów psychologicznych dla niewielkiej widowni, tzw. Kammerspiel. Tego rodzaju filmy tworzył także Lupu Pick (Szyny, 1921). Najwybitniejszym przedstawicielem niemieckiego ekspresjonizmu okazał się jednak Fritz Lang, twórca takich filmów, jak Zmęczona śmierć (1921), Doktor Mabuse (1922), Nibelungi (1924) oraz kanoniczna antyutopia Metropolis (1927).

#### Nowa Rzeczowość
Osobnym zjawiskiem było kino społeczne związane z manifestem Nowej Rzeczowości, które zwracało uwagę na nędzę ludzi dotkniętych wpływem hiperinflacji w Niemczech. Za głównego reprezentanta Nowej Rzeczowości uchodzi Georg Wilhelm Pabst, autor Zatraconej ulicy (1925) z Gretą Garbo w roli głównej oraz Dziennika upadłej dziewczyny (1929) i Puszki Pandory (1929) z amerykańską gwiazdą Louise Brooks. Jako reżyser filmów historycznych wyróżnił się Ernst Lubitsch, autor portretów kobiecych w dynamicznych widowiskach Madame DuBarry (1919) i Anna Boleyn (1920). W zjawisko Nowej Rzeczowości wpisywał się też Heinrich Zille, którego filmy takie jak Podróż Matki Krause do szczęścia (1929) portretowały w naturalistycznym stylu niedole berlińskiej biedoty. W kinie niefabularnym ważnym osiągnięciem niemieckiej sztuki filmowej była twórczość Waltera Ruttmanna (Berlin, symfonia wialkiego miasta, 1927). Popularność zdobywały też eksponujące siłę i tężyznę fizyczną filmy górskie (Bergfilme) w reżyserii Arnolda Fancka i Leni Riefenstahl, późniejszych czołowych apologetów nazizmu.

### III Rzesza
Problemy finansowe Ufy na przełomie lat 20. i 30. XX wieku spowodowały przejęcie wytwórni przez państwo. Jednocześnie, gdy ponowił się kryzys finansowy w Niemczech, zwiększała się popularność NSDAP. Mimo że w latach 1930–1933 powstało wiele filmów podkreślających wartości demokratyczne, na przykład pionierski film dźwiękowy Błękitny anioł (1930) Josefa von Sternberga, Dziewczęta w mundurkach (1931) Leontine Sagan i Carla Froelicha, Berlin Alexanderplatz (1931) Piela Jutziego, nie powstrzymały one tendencji do nazyfikacji niemieckiej kinematografii. Gdy Adolf Hitler doszedł do władzy w Niemczech w 1933, kino stało się narzędziem propagandy nacjonalistycznej i rasistowskiej. Propaganda ta na ekranach kin nie była jednak wyrażana bezpośrednio: na około 1100 filmów nakręconych w latach 1933–1945 tylko 16–17% stanowiły filmy o jawnie politycznej zawartości. Ówczesny minister propagandy Joseph Goebbels stawiał sobie za cel mamienie widowni niezobowiązującymi komediami, melodramatami i musicalami, co zaowocowało bujnym rozwojem niemieckiej kinematografii. Średnia liczba wizyt w kinie na osobę niemal się podwoiła, z czterech w latach 1932–1933 do prawie ośmiu w latach 1937–1938, a sprzedaż biletów w tym samym okresie wzrosła z 240 do niemal 400 mln rocznie.
Największą niesławę kinematografii III Rzeszy przynosiły jednak filmy dokumentalne o treści antysemickiej i nacjonalistycznej. W filmie dokumentalnym główną propagatorką nazizmu stała się Leni Riefenstahl, autorka monumentalnych Triumfu woli (1934) i Olimpiady (1936), których skądinąd Goebbels nie lubił. W filmie fabularnym największe znaczenie miał Żyd Süss (1940) Veita Harlana, antysemicki w założeniu portret osiemnastowiecznego lichwiarza. Najwięcej filmów realizowanych w nazistowskich Niemczech charakteryzowało się jednak tematyką historyczno-biologiczną, połączoną z gloryfikacją Fryderyka Wielkiego. Największym osiągnięciem spośród filmów wojennych okazał się Kolberg (1944) Veita Harlana.

### RFN i NRD

#### Lata powojenne (1946-1959)

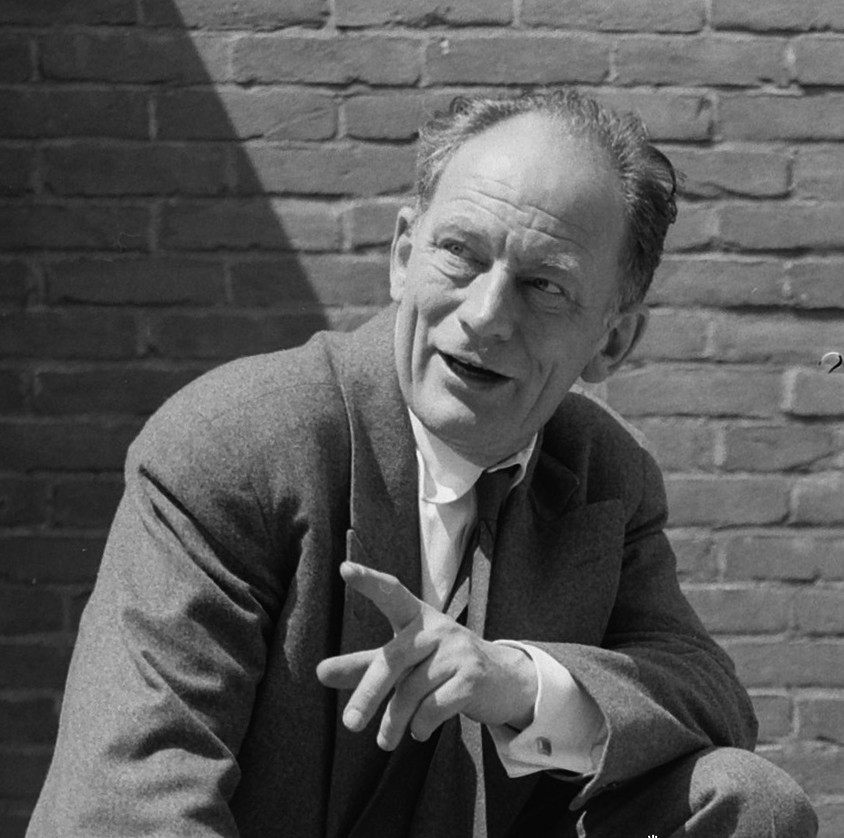
Reżyser Wolfgang Staudte.

Po klęsce nazistowskich Niemiec kinematografia narodowa uległa załamaniu. UFA jako narzędzie nazistowskiej propagandy została zlikwidowana i dopiero po odzyskaniu niepodległości, już w podzielonych Niemczech, można było dokonać jej reorganizacji. W NRD propagandę, tym razem w duchu komunizmu, realizowała DEFA, podporządkowana wpływom radzieckiego realizmu socjalistycznego. W RFN natomiast kluczową rolę początkowo zyskało napiętnowanie Hitlera przy wyszukiwaniu uczciwych sympatyków reżimu totalitarnego.
Pierwszym powojennym filmem niemieckim byli Mordercy są wśród nas (1946) Wolfganga Staudtego. Obraz ten, oskarżycielski w tonie, powstał w ruinach zniszczonego Berlina. W podobnej scenerii nakręcone zostały filmy Gdzieś w Berlinie (1946) Gerharda Lamprechta i Miłość '47 (1949) Wolfganga Liebeneinera, obydwa inspirowane osiągnięciami włoskiego neorealizmu.
Najwybitniejszym twórcą powojennego kina niemieckiego był Helmut Käutner. Chociaż był aktywny w epoce nazistowskiej, pozostawał apolityczny i po wojnie mógł dalej pracować w kinematografii. Jego filmy – Pod mostami (1946), Ostatni most (1954), Generał diabła (1955), Kapitan z Köpenick (1956) – wprowadziły kino RFN na europejskie i światowe salony.
Wraz z niemieckim cudem gospodarczym, rozrachunki z niedawną przeszłością zostały w latach 50. skutecznie przyćmione lżejszymi filmami komediowymi. Dopiero Most (1959) Bernharda Wickiego, pierwszy odważny film antynazistowski, zapoczątkował rozrachunek narodu z reżimem. W kinie NRD podobną rolę odegrały Gwiazdy (1959) Konrada Wolfa, w których uczucie łączące Żydówkę i niemieckiego oficera zostaje zdeptane przez politykę promującą rasowe uprzedzenia.

#### Nowe kino niemieckie – lata 60.-70.

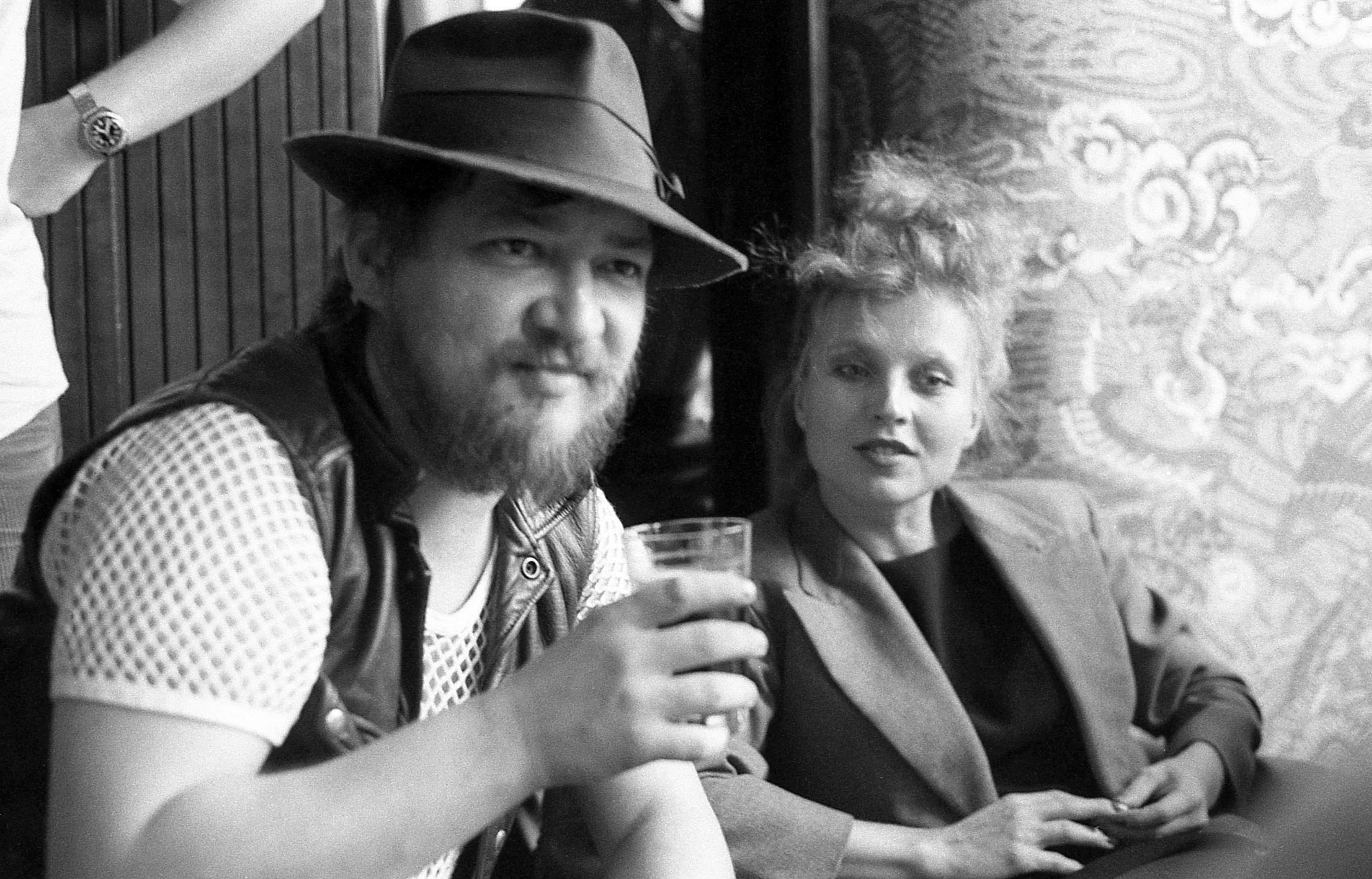
Reżyser Rainer Werner Fassbinder i aktorka Hanna Schygulla na 37. MFF w Wenecji (1980).

Coraz większy sprzeciw wobec zbrodniczej przeszłości Niemiec, połączony ze wzrostem znaczenia ruchów kontestacyjnych, zaowocował serią filmów zwiastujących narodziny nowego kina niemieckiego. Jego symbolem stały się prace Alexandra Kluge: Pożegnanie z dniem wczorajszym (1966) i nagrodzeni Złotym Lwem na 29. MFF w Wenecji Artyści pod kopułą cyrku: bezradni (1968). Sukces tego ostatniego filmu spowodował taki skandal, że zdecydowano się nie przyznawać Złotego Lwa przez całą kolejną dekadę.
Na przełomie lat 60. i 70. ujawniły się cztery wpływowe osobowości kina RFN, które dominowały w tej kinematografii co najmniej do końca lat 80. Byli to: naśladujący twórczość Douglasa Sirka reżyser Rainer Werner Fassbinder (Handlarz czterech pór roku, 1972; Małżeństwo Marii Braun, 1978; serial TV Berlin Alexanderplatz, 1980); ukazujący alienację jednostki Werner Herzog (Aguirre, gniew boży, 1972; Zagadka Kaspara Hausera, 1974); przeciwny nastrojom prawicowym Volker Schlöndorff (Niepokoje wychowanka Törlessa, 1966; zrealizowana wespół z Margarethe von Trottą Utracona cześć Katarzyny Blum, 1975; nagrodzony Oscarem Blaszany bębenek, 1979) oraz analizujący sprzeczność między amerykańską a europejską kulturą Wim Wenders (Z biegiem czasu, 1976; Amerykański przyjaciel, 1977).
Do drugiej ligi nurtu zaliczyć można takich młodych filmowców, jak: Werner Schroeter, Harun Farocki, Hans-Jürgen Syberberg, Helma Sanders-Brahms, Edgar Reitz, Peter Schamoni. Nie uzyskali oni takiej renomy jak ww. czwórka, ale i tak odcisnęli swoje piętno na niemieckiej kinematografii tamtych lat.
Tymczasem w cieszącym się generalnie złą sławą kinie NRD pojawiły się w tym okresie niewątpliwe artystyczne odkrycia. Konrad Wolf powrócił do tematyki wojennej w pełnym humanizmu filmie Miałem 19 lat (1968). Podobnie uczynił Frank Beyer w głośnych obrazach Nadzy wśród wilków (1963) i Jakub kłamca (1974). Ten ostatni film wszedł do historii kina niemieckiego jako jedyny obraz z NRD nominowany do Oscara.

#### Lata 80.

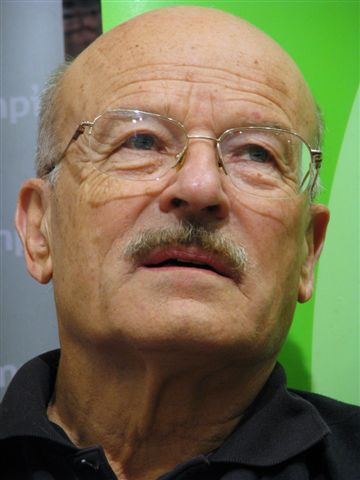
Reżyser Volker Schlöndorff w Łodzi (2009).

O znaczeniu niemieckiej kinematografii w latach 80. najlepiej świadczy statystyka – niemieckie filmy aż czterokrotnie sięgały w tej dekadzie po Złotego Niedźwiedzia (na 30., 32., 35. i 36. MFF w Berlinie) i dwukrotnie po Złotego Lwa (na 38. i 39. MFF w Wenecji). Nakręcony w Ameryce Paryż, Teksas (1984) Wima Wendersa zdobył też Złotą Palmę na 37. MFF w Cannes.
Najwybitniejsze filmy tworzyli nadal współtwórcy nowego kina niemieckiego, awansujący w tej dekadzie do grona mistrzów europejskiego kina: von Trotta (nagrodzony Złotym Lwem Czas ołowiu, 1981; Róża Luksemburg, 1986), Schlöndorff (Fałszerstwo, 1981, Miłość Swanna, 1984), Fassbinder (Lili Marleen, 1981; wyróżniona Złotym Niedźwiedziem Tęsknota Veroniki Voss, 1982), Herzog (Fitzcarraldo, 1982; Cobra Verde, 1987), Wenders (nagrodzony Złotym Lwem Stan rzeczy, 1982; kultowe Niebo nad Berlinem, 1987).
Olbrzymi sukces komercyjny odniosły superprodukcje Wolfganga Petersena: nominowany do Oscara w sześciu kategoriach (w tym reżyseria i scenariusz) wojenny Okręt (1981) oraz film fantasy Niekończąca się opowieść (1984). Dzięki nim Petersen mógł przenieść się do Hollywood i kontynuować tam swoją karierę. Podobny los spotkał Rolanda Emmericha, którego widowisko science-fiction Arka Noego (1984) pokazano na otwarcie 34. MFF w Berlinie.
Werner Schroeter w nagrodzonym Złotym Niedźwiedziem filmie Palermo czy Wolfsburg (1980) zajął się losem sycylijskiego emigranta, który przybywa za chlebem do RFN. Zaangażowaniem politycznym wykazywał się Reinhard Hauff (również wyróżniony Złotym Niedźwiedziem Stammheim, 1986). Z trudną niemiecką historią mierzył się Michael Verhoeven (Biała Róża, 1982; Okropna dziewczyna, 1990). Perspektywę kobiecą prezentowała Doris Dörrie (Mężczyźni, 1985). W komedii brylował zaś Percy Adlon (Cukiereczek, 1985; Bagdad Café, 1987), który umiejętnie obśmiewał bawarski folklor, zderzając go z równie wykpiwaną amerykańską popkulturą.
Również kino z NRD wykazywało coraz większe ambicje artystyczne, czego dowodem stały się tak różnorodne nagradzane filmy, jak dramat muzyczny Solo Sunny (1980) Konrada Wolfa i Wolfganga Kohlhaase, film wojenny Kobieta i obcy (1985) Rainera Simona (jedyny Złoty Niedźwiedź w Berlinie Zachodnim dla filmu z Niemiec Wschodnich) czy pierwszy gejowski film z NRD Coming Out (1989) Heinera Carow.

### Po zjednoczeniu Niemiec

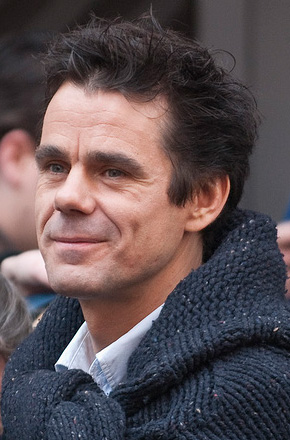
Reżyser Tom Tykwer na 59. MFF w Berlinie (2009).

Po zjednoczeniu Niemiec największy międzynarodowy sukces spośród reżyserów niemieckich odniósł w latach 90. Tom Tykwer, będący pod wyraźnym wpływem Krzysztofa Kieślowskiego (Biegnij Lola, biegnij, 1998; Pachnidło, 2005). Odkryciem był też Fatih Akın, tureckiego pochodzenia autor dramatu o tożsamości Głową w mur (2004), wyróżnionego Złotym Niedźwiedziem na 54. MFF w Berlinie . Budując mosty pomiędzy daleką Turcją a Niemcami, kontynuował on swą dobrą passę filmami Na krawędzi nieba (2007) i W ułamku sekundy (2017). Jednym ze świeższych talentów kinematografii niemieckiej jest reżyserka Maren Ade, której obrazy Wszyscy inni (2009) i zwłaszcza Toni Erdmann (2016) odniosły niebywały sukces. Niezwykłym powodzeniem cieszył się również debiut Jana-Ole Gerstera Oh, Boy! (2012), oddający atmosferę współczesnego Berlina.
Po upadku muru berlińskiego pojawiło się liczne grono nowych ambitnych twórców, jak: Caroline Link (Tamta strona ciszy, 1996), Oliver Hirschbiegel (Eksperyment, 2001), Andreas Dresen (Na półpiętrze, 2002), Hans-Christian Schmid (Światła, 2003), Sönke Wortmann (Cud w Bernie, 2003), Philip Gröning (Wielka cisza, 2005), Oskar Roehler (Cząstki elementarne, 2006), Christian Petzold (Yella, 2007) czy Dennis Gansel (Fala, 2008). Imigrancki punkt widzenia, poza Fatihem Akinem, eksplorowali m.in. Feo Aladag (Obca, 2010), Burhan Qurbani (Wyznanie wiary, 2010) i Yasemin Şamdereli (Almanya – Witajcie w Niemczech, 2011).
Coraz większą rolę na przełomie XX i XXI wieku odgrywał także rozrachunek z II wojną światową. Wielkim widowiskiem wojennym był Stalingrad (1993) Josepha Vilsmaiera. Wpływ wojny na los jednostek został przedstawiony w takich filmach jak Nigdzie w Afryce (2001) Caroline Link (Oscar za film nieanglojęzyczny) czy Kobieta w Berlinie (2008) Maxa Färberböcka. Próby odczytania portretu psychologicznego Hitlera dokonał Oliver Hirschbiegel w szeroko dyskutowanym filmie Upadek (2004). Z kolei Marc Rothemund złożył hołd Niemcom aktywnie sprzeciwiającym się hitlerowcom w filmie Sophie Scholl – ostatnie dni (2005) z wybitną kreacją Julii Jentsch.
Podejmowany był także rozrachunek z totalitarnym reżimem w NRD – sławę zdobyły takie filmy, jak komedia Good bye, Lenin (2003) Wolfganga Beckera, nagrodzone Oscarem Życie na podsłuchu (2006) Floriana Henckla von Donnersmarcka czy Barbara (2012) Christiana Petzolda.
Ważne okazały się również filmy rozliczające się z terroryzmem spod znaku RAF: Legenda Rity (2000) Volkera Schlöndorffa, Baader-Meinhof (2008) Uli Edela i Jeśli nie my, to kto? (2011) Andresa Veiela.

## Produkcja filmowa i festiwale
Wśród współczesnych wytwórni niemieckich znajdują się Bavaria Film i Constantin Film. Produkcja filmowa odbywa się także w niezależnych studiach. Sztukę filmową promują takie festiwale, jak Międzynarodowy Festiwal Filmowy w Berlinie i Międzynarodowy Festiwal Filmów Krótkometrażowych w Oberhausen.